# Antoni Miszewski
Antoni Paulin Lubicz Miszewski, ps. „Lubicz”, „Pług”, „Orski” (ur. 22 czerwca 1891 w Warszawie, zm. 5 października 1957 w Londynie) – polski architekt i artysta rzeźbiarz, chorąży Legionów Polskich, oficer wywiadu, major dyplomowany piechoty Wojska Polskiego, kawaler Orderu Virtuti Militari.

## Życiorys

### Dzieciństwo i młodość
Antoni Paulin Lubicz Miszewski urodził się 22 czerwca 1891 w Warszawie. Uczęszczał do szkół w Warszawie i Częstochowie. Wstąpił do PPS i w 1906 wziął udział w jednej z ich akcji. Ostrzeżony przed aresztowaniem wyjechał do Paryża gdzie ukończył szkołę. Później wstąpił do Academie des Beaux-Arts i równocześnie studiował antropologię.

### I wojna światowa
W sierpniu 1914 opuścił Francję i przez Wiedeń wrócił do Polski. W Krakowie wstąpił do 1 pułku ułanów Legionów Polskich. Następnie walczył w szeregach 4 kompanii III baonu  i I baonie 1 pułku piechoty. Wziął udział w walkach pod Miechówkiem, Konarami, Kielcami, Chęcinami i pod Łowczówkiem, gdzie został ranny. W 1917 pełnił służbę w Krajowym Inspektoracie Zaciągu, pozostając na ewidencji 5 pułku piechoty. 1 stycznia 1917 awansował na chorążego. W lipcu tego roku, po kryzysie przysięgowym, został internowany w obozach Szczypiorno, Rastatt i Werl. W 1918 po opuszczeniu obozu wrócił do kraju i wstąpił do Wojska Polskiego.

### Wojna polsko-bolszewicka
W 1919 brał udział w ofensywie kijowskiej. W czasie odwrotu dowodził tylną strażą 1 pułku piechoty Legionów. W sierpniu 1920, po reorganizacji wojska został kapitanem w 27 pułku piechoty, a potem 9 pułku piechoty Legionów i wziął udział w ofensywie znad Wieprza. Pod Brzostowicą k. Grodna, poprowadził atak na bagnety i przełamał pozycje wroga za co został odznaczony Krzyżem Srebrnym Orderu Virtuti Militari.

### Dwudziestolecie międzywojenne

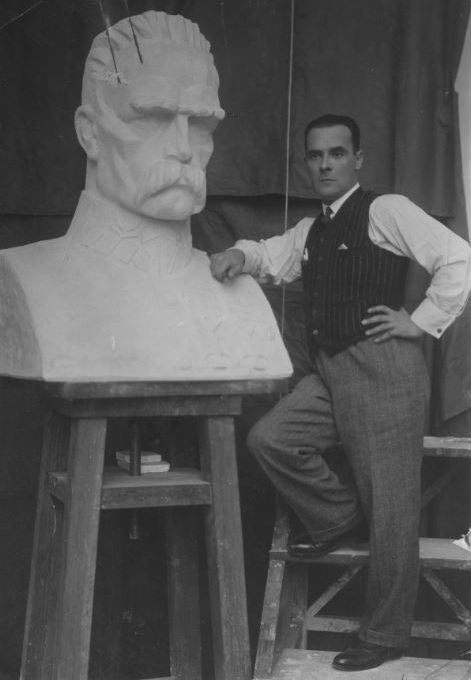
Antoni Miszewski w pracowni rzeźbiarskiej.

W 1921 został oficerem do zleceń przy Belwederze, następnie adiutantem generała Kajetana Olszewskiego. W latach 1921–1923 był słuchaczem Kursu Normalnego Wyższej Szkoły Wojennej w Warszawie. 3 maja 1922 został zweryfikowany w stopniu kapitana ze starszeństwem z dniem 1 czerwca 1919 i 305. lokatą w korpusie oficerów piechoty. Z dniem 1 października 1923, po ukończeniu kursu i otrzymaniu dyplomu naukowego oficera Sztabu Generalnego, został przydzielony do 68 pułku piechoty we Wrześni. W 1924 pełnił służbę w Oddziale Ogólnym Sztabu Dowództwa Okręgu Korpusu Nr I w Warszawie, pozostając oficerem nadetatowym 69 pułku piechoty w Gnieźnie. W kwietniu 1925 został przeniesiony do Oddziału IV Sztabu Generalnego na stanowisko referenta. Następnie pełnił służbę w Wojskowym Biurze Historycznym w Warszawie oraz w Oddziale II Sztabu Generalnego. 3 maja 1926 został awansowany na majora ze starszeństwem z dniem 1 lipca 1925 i 26. lokatą w korpusie oficerów piechoty. Zajmował się również tłumaczeniami z języka francuskiego, pisaniem dla Bellony i rzeźbiarstwem. W 1927 jego pierwsze rzeźby zdobyły nagrodę w Zachęcie. W 1928 nadal pełnił służbę w Oddziale IV SG. Z dniem 31 maja tego roku został przeniesiony w stan nieczynny na dwanaście miesięcy. Z dniem 31 maja 1929 stan nieczynny, bez prawa do poborów, został mu przedłużony o kolejnych sześć miesięcy. Z dniem 1 kwietnia 1930 został powołany ze stanu nieczynnego i oddany do dyspozycji dowódcy Okręgu Korpusu Nr I. Z dniem 30 listopada 1930 został przeniesiony w stan spoczynku.
Po zakończeniu służby wojskowej poświęcił się pracy rzeźbiarskiej. Wykonał między innymi płaskorzeźbę na gmach poczty w Gdyni, zaprojektował wnętrze sali Ministerstwa Spraw Wojskowych, płaskorzeźby na Powszechną Wystawę Krajową w Poznaniu, lwy z piaskowca dla Komendy Miasta w Warszawie, pomnik Legionów w Stanisławowie, Chrystusa na Krzyżu oraz Mauzoleum Warneńczyka w Warnie, oraz liczne posągi, popiersia i głowy marszałka Józefa Piłsudskiego (np. pomnik Piłsudskiego w Mostach Wielkich) oraz innych prominentnych postaci. Wraz z Julianem Putermanem-Sadłowskim założył spółkę architektoniczną.
W 1934 pozostawał na ewidencji Powiatowej Komendy Uzupełnień Warszawa Miasto III. Posiadał przydział do Oficerskiej Kadry Okręgowej Nr I. W sierpniu 1939 został wyznaczony na attaché wojskowego przy Ambasadzie RP w Sofii.

### II wojna światowa
W marcu 1940 wyjechał do Francji i w Paryżu przekazał polskiemu rządowi archiwa z Muzeum Belwederskiego, które przywiózł z Warszawy. Z polecenia generała Sosnkowskiego pozostał na południu Francji. Tam pracował w wywiadzie dla Polskiego Rządu w Londynie i w dalszym ciągu zajmował się rzeźbą. Wykonał między innymi głowy Marszałka Pétain i Ignacego Paderewskiego. W 1944 został aresztowany przez Gestapo.

### Okres powojenny
W czerwcu 1945 przyjechał do Londynu i zdecydował się pozostać w Wielkiej Brytanii. Zorganizował tam swoją pracownię i zajął się rzeźbą. Zmarł 5 października 1957. Pochowany na cmentarzu Gunnersbury (sekcja D3, grób 316).
Żonaty z Heleną Wegner, miał synów Krzysztofa i Tomasza.

## Ordery i odznaczenia
- Krzyż Srebrny Orderu Wojskowego Virtuti Militari (17 maja 1921)[12]
- Krzyż Niepodległości (4 lutego 1932)[13][14]
- Krzyż Kawalerski Orderu Odrodzenia Polski
- Krzyż Walecznych (czterokrotnie)[14]
- Medal Wojska[14]
- Złoty Krzyż Zasługi (10 listopada 1928)[14]
- Medal Pamiątkowy za Wojnę 1918–1921[14]
- Medal Dziesięciolecia Odzyskanej Niepodległości[14]
- Srebrny Medal za Długoletnią Służbę[14]
- Komandor Orderu Zasługi Cywilnej (Bułgaria)[14]
- Oficer Orderu Białego Lwa (Czechosłowacja)[14]
- Kawaler Orderu Zasługi (Węgry)[14]
- Gwiazda za Wojnę 1939–1945 (Wielka Brytania)[14]
- Gwiazda Francji i Niemiec (Wielka Brytania)[14]
- Medal Wojny 1939–1945 (Wielka Brytania)[14]